# Jake Sinclair
Jake Tony Sinclair (Bath, 29 november 1994) is een Engels voetballer die als aanvaller speelt. Hij stroomde in 2013 door vanuit de jeugd van Southampton. Hij is de jongere broer van West Brom-aanvaller Scott Sinclair.

## Clubcarrière
Sinclair sloot zich op achtjarige leeftijd aan in de jeugdcademie van Southampton. Hij debuteerde voor Southampton op 27 augustus 2013 in de tweede ronde van de League Cup tegen Barnsley. Hij viel na 90 minuten in voor Emmanuel Mayuka. In diezelfde wedstrijd maakten ook Omar Rowe en Harrison Reed hun debuut.
1 McCarthy ·
2 Walker-Peters ·
3 Manning ·
4 Downes ·
5 Stephens ·
6 Harwood-Bellis ·
7 Aribo ·
8 Smallbone ·
9 Armstrong ·
10 Lallana ·
11 Stewart ·
12 Edwards ·
13 Lumley ·
14 Bree ·
15 Wood ·
16 Sugawara ·
17 Brereton Díaz ·
18 Fernandes ·
19 Archer ·
20 Sulemana ·
21 Taylor ·
22 Alcaraz ·
23 Edozie ·
24 Charles ·
26 Ugochukwu ·
27 Amo-Ameyaw ·
28 Larios ·
31 Bazunu ·
32 Onuachu ·
33 Dibling ·
35 Bednarek ·
37 Bella-Kotchap ·
Coach: Martin